# アリストデモス (スパルタ王族)
アリストデモス（希：Ἀριστόδημος、ラテン文字転記：Aristodemos、生没年不明）は、スパルタの王族である。
アリストデモスは未成年の王アゲシポリス1世の後見人（摂政）を務め、コリントス戦争（紀元前395年 - 紀元前387年）に際しては紀元前394年に軍の指揮権を与えられて同年のネメアの戦いで反スパルタ同盟軍を破った。しかし、アリストデモスは後にも先にもこの時しか歴史の表舞台には立っていない。

## 註
1. ↑  クセノポン, IV. 2. 9, 16-23